# Scorpaena porcus
Scorpaena porcus, popularmente conocido como pez escorpión negro, es una especie de pez marino bentónico de la familia de las Scorpaenidae.

## Descripción
Scorpaena porcus es un pez de pequeño tamaño que puede alcanzar 37 cm de longitud, sin embargo el tamaño mediano es de 15 cm.
El rasgo físico que caracteriza esta especie está constituido por los tentáculos cutanéos que se desarrollan por encima de los ojos. Dotado de una cabeza masiva con grandes ojos y de pequeños tentáculos cutáneos repartidos por todo el cuerpo, su aleta dorsal es espinosa. La coloración del cuerpo es mayoritariamente marrón, a veces amarillento o incluso rosado.

## Distribución y hábitat
La especie se encuentra en el mar Mediterráneo y en mar Negro, pero igualmente sobre ciertas costas atlánticas orientales: desde el Reino Unido a las costas del norte de África (Marruecos) hasta el Archipiélago de las Azores.
La especie suele encontrarse en una profundidad coprendida entre 2 m y 200 m con una media a 20 m. Esta especie aprecia los fondos expuestos a la luz como las lagunas, praderas de pastos marinos o sitios rocosos con alta densidad en algas.

## Alimentación
La especie se alimenta de pequeños pescados, de gambas y otros pequeños crustacés que se ponen a su alcance.

## Comportamiento
Bentónico, solitario, nocturno, la rascasse morena caza al acecho mientras espera al paso de sus posibles presas.

## Galería de imágenes

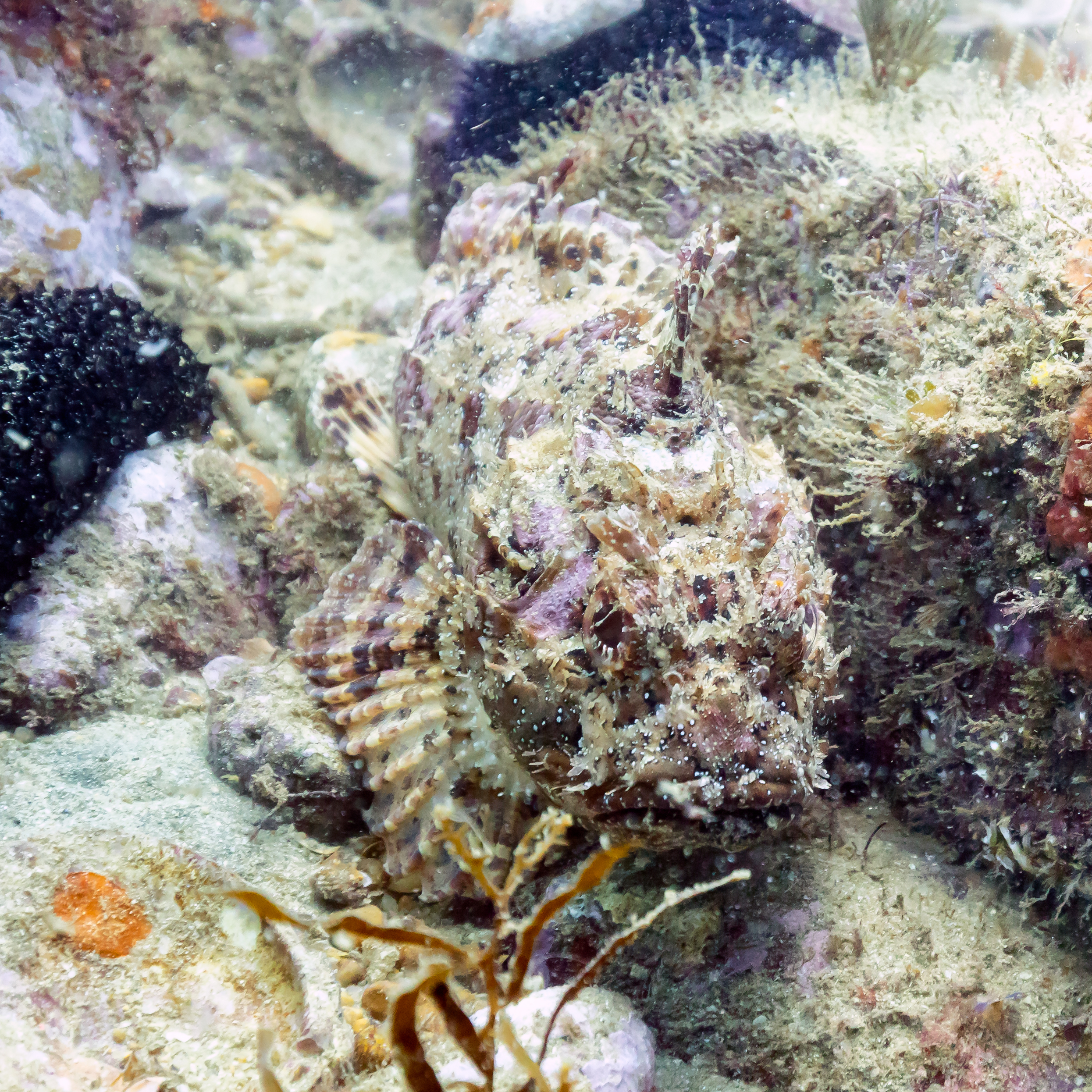
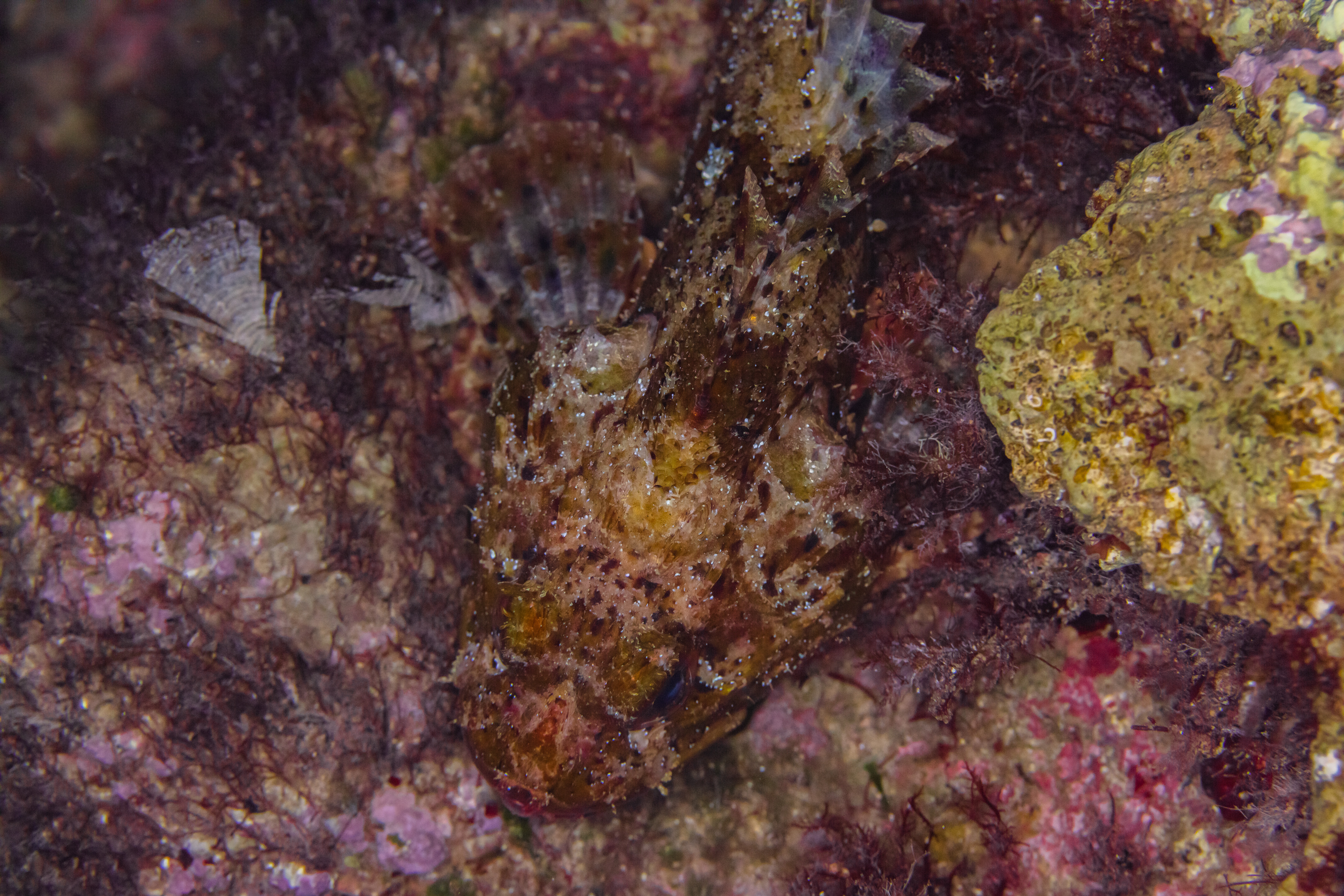
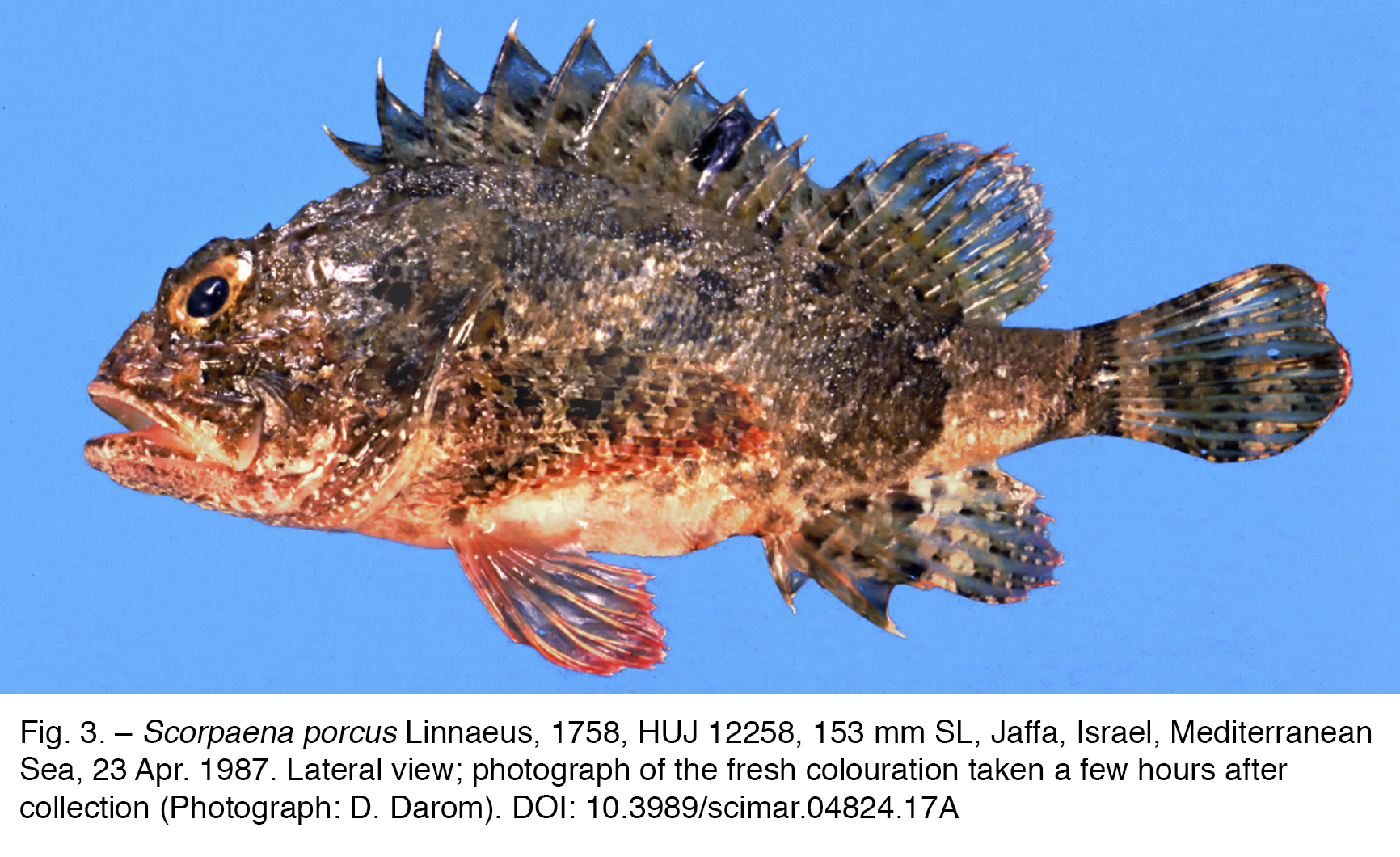
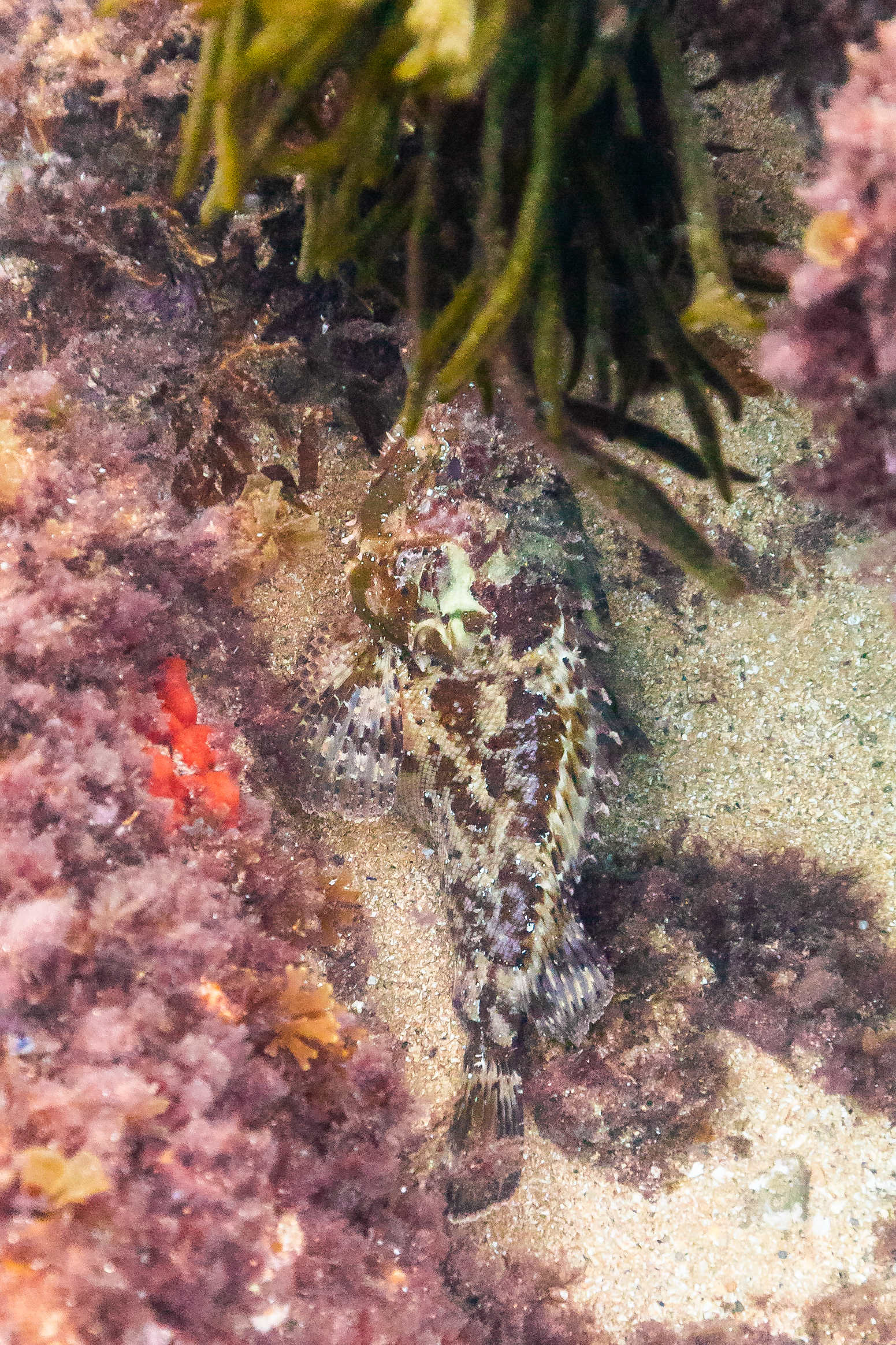
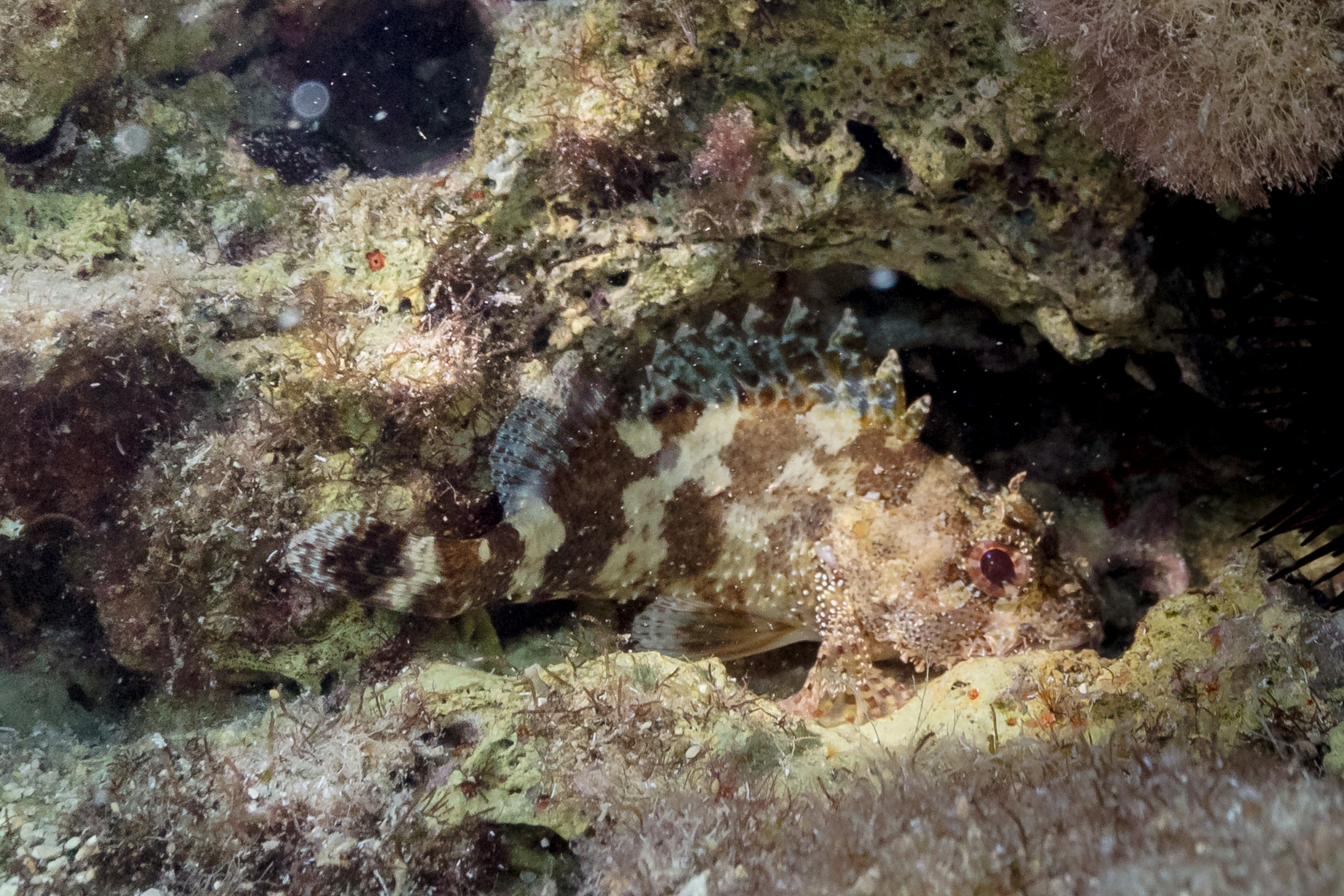
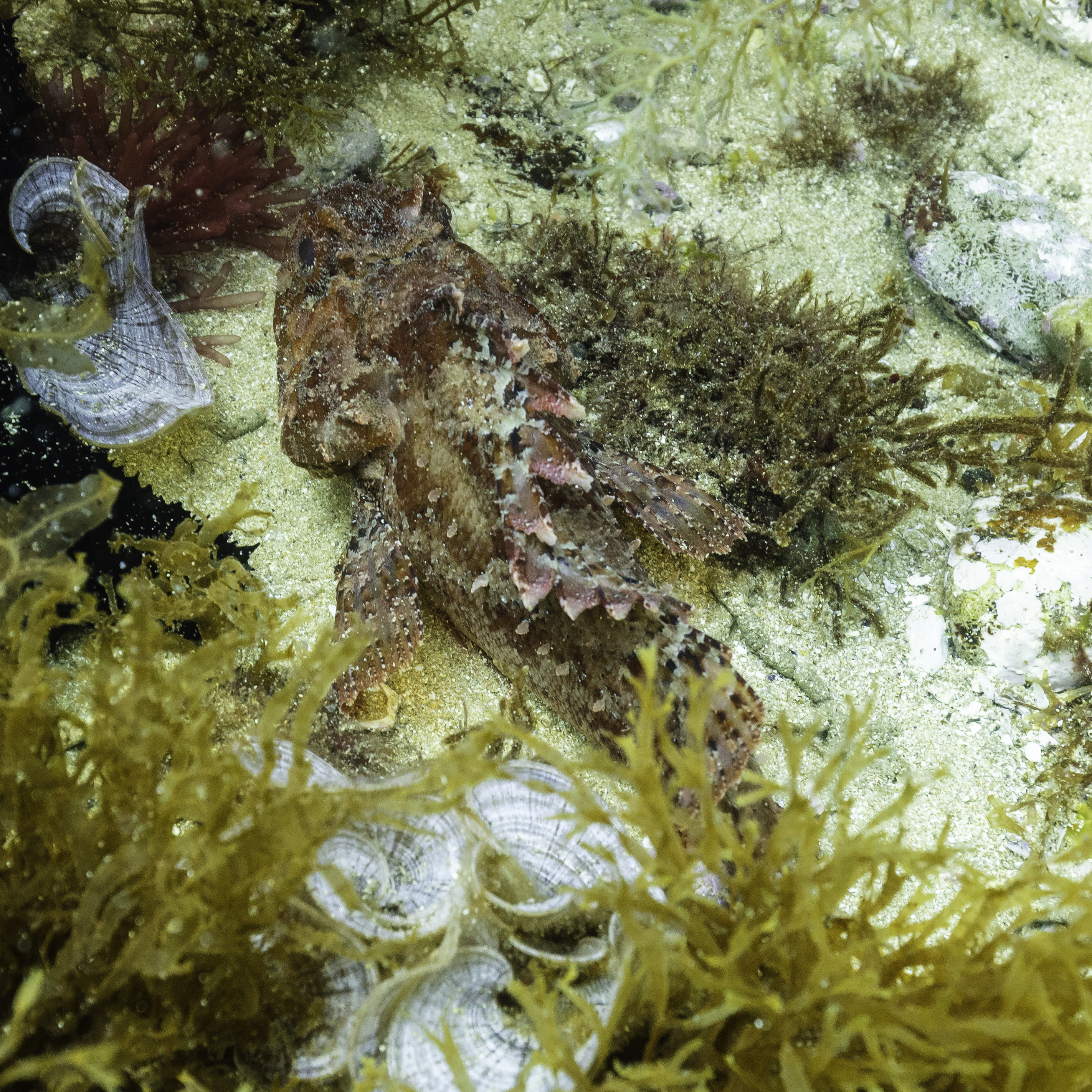